# Montigny-le-Gannelon
Pour les articles homonymes, voir Montigny.
Montigny-le-Gannelon est une ancienne commune française située dans le département d'Eure-et-Loir en région Centre-Val de Loire : le 1er janvier 2017, Montigny-le-Gannelon est intégrée à la commune nouvelle de Cloyes-les-Trois-Rivières.

## Géographie

### Situation

Situation géographique
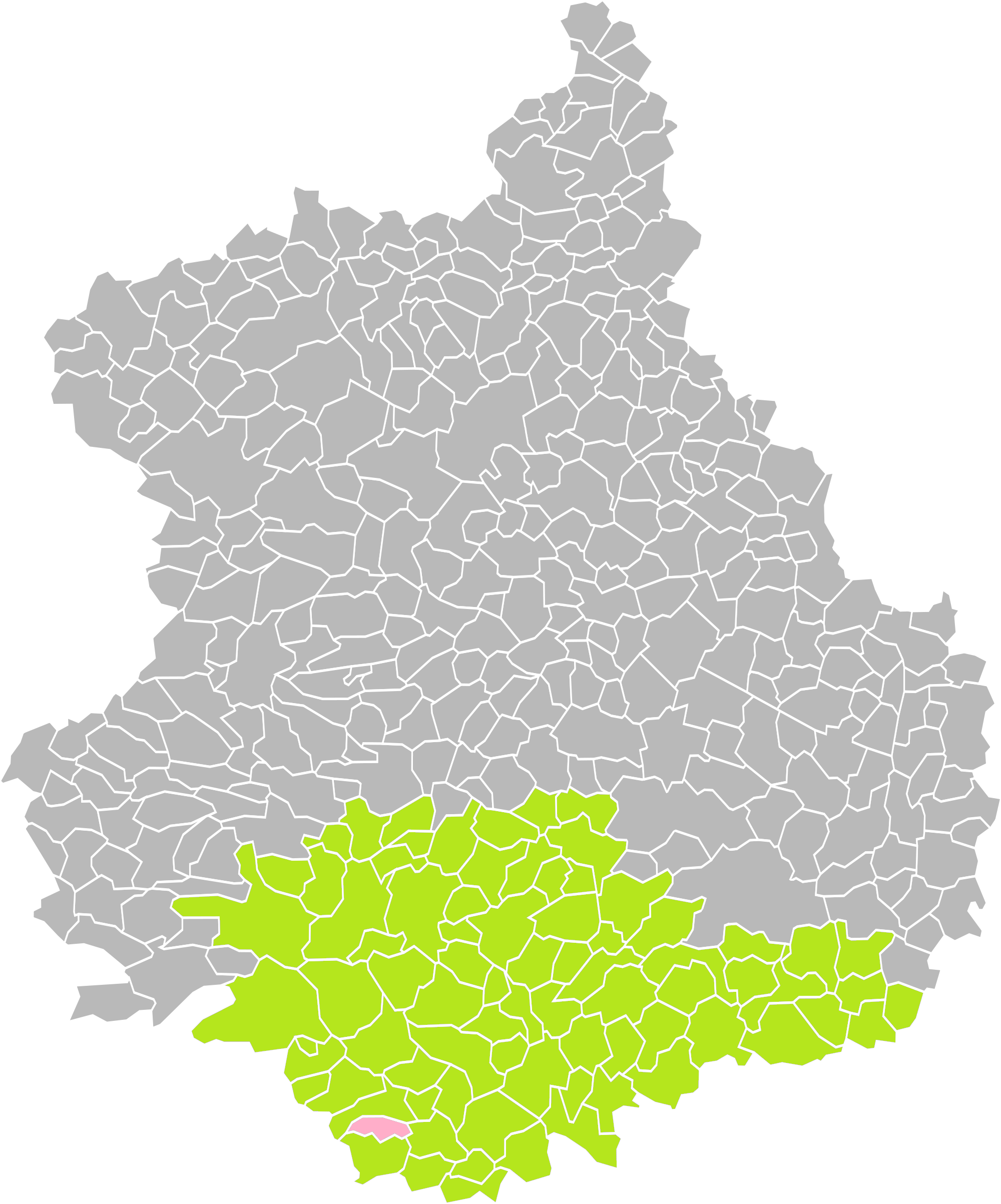
Montigny-le-Gannelon dans son arrondissement.
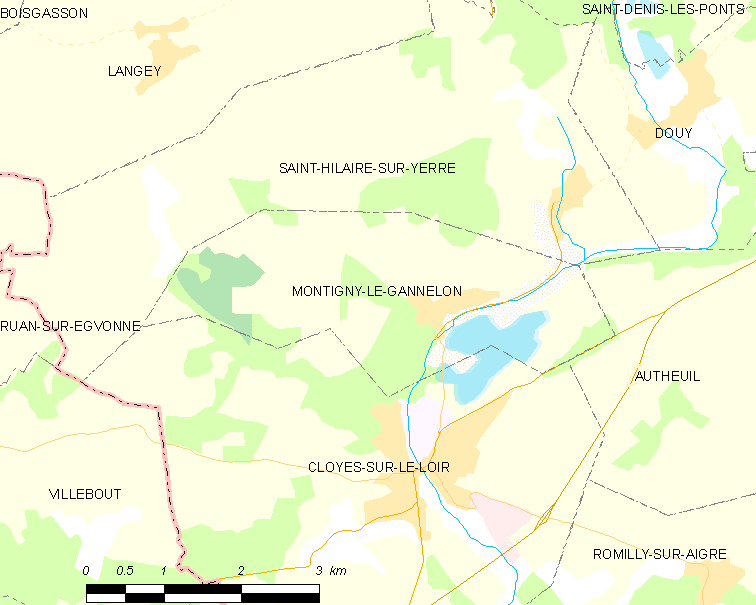
Carte de la commune de Montigny-le-Gannelon.

### Communes limitrophes
|                  | Saint-Hilaire-sur-Yerre |          |
| Ruan-sur-Egvonne | Montigny-le-Gannelon'   | Autheuil |
|                  | Cloyes-sur-le-Loir      |          |

### Hydrographie
La commune est traversée par la rivière le Loir, affluent en rive gauche de la Sarthe, sous-affluent du fleuve la Loire par la Maine.

## Histoire

### La légende
Le nom du village de Saint-Jean-Froidmentel vient d'une légende qui raconte l'histoire de la châtelaine de Montigny-le-Gannelon. Ne parvenant pas à avoir d'enfants, elle accoucha miraculeusement de neuf bébés. Comme elle ne s'attendait pas à en avoir autant, elle en tua huit. Ce fut un scandale parmi des serfs de Montigny. Ces derniers jugèrent la châtelaine et la condamnèrent à dévaler la côte de Montigny, nue dans un tonneau, en plein hiver. Le tonneau flotta sur le Loir de Montigny à Saint-Jean, d'où on la sortit du tonneau. La châtelaine était encore vivante, en sortant elle s'écria "Oh froidmentel !" qui signifiait "manteau de froid".[réf. nécessaire]

### Époque contemporaine

#### XXesiècle
Le 1er janvier 2017, Montigny-le-Gannelon est intégrée à la commune nouvelle de Cloyes-les-Trois-Rivières, avec statut de commune déléguée.

## Politique et administration

### Liste des maires
| Période                                  | Période          | Identité                 | Étiquette | Qualité |
| ---------------------------------------- | ---------------- | ------------------------ | --------- | ------- |
| 1929                                     | mars 1971        | Gaston de Lévis-Mirepoix |           |         |
| mars 1971                                | mars 1977        | Charles Neveu            |           |         |
| mars 1977                                | mars 2001        | Roger Legrand            |           |         |
| mars 2001                                | mars 2012        | Christian Aumont         | UMP       |         |
| avril 2012                               | 2014             | Alain Savigny            |           |         |
| 2014                                     | 31 décembre 2016 | Christian Hamet          | SE        | Employé |
| Les données manquantes sont à compléter. |                  |                          |           |         |

## Population et société

### Démographie
L'évolution du nombre d'habitants est connue à travers les recensements de la population effectués dans la commune depuis 1793. À partir du 1er janvier 2009, les populations légales des communes sont publiées annuellement dans le cadre d'un recensement qui repose désormais sur une collecte d'information annuelle, concernant successivement tous les territoires communaux au cours d'une période de cinq ans. 
Pour les communes de moins de 10 000 habitants, une enquête de recensement portant sur toute la population est réalisée tous les cinq ans, les populations légales des années intermédiaires étant quant à elles estimées par interpolation ou extrapolation. Pour la commune, le premier recensement exhaustif entrant dans le cadre du nouveau dispositif a été réalisé en 2008,.
En 2014, la commune comptait 477 habitants, en évolution de −4,98 % par rapport à 2009 (Eure-et-Loir : +1,94 %, France hors Mayotte : +2,49 %).
| 1793 | 1800 | 1806 | 1821 | 1831 | 1836 | 1841 | 1846 | 1851 |
| ---- | ---- | ---- | ---- | ---- | ---- | ---- | ---- | ---- |
| 534  | 622  | 609  | 631  | 670  | 705  | 779  | 807  | 830  |

| 1856 | 1861 | 1866 | 1872 | 1876 | 1881 | 1886 | 1891 | 1896 |
| ---- | ---- | ---- | ---- | ---- | ---- | ---- | ---- | ---- |
| 750  | 774  | 782  | 770  | 739  | 678  | 636  | 612  | 563  |

| 1901 | 1906 | 1911 | 1921 | 1926 | 1931 | 1936 | 1946 | 1954 |
| ---- | ---- | ---- | ---- | ---- | ---- | ---- | ---- | ---- |
| 582  | 599  | 514  | 491  | 501  | 466  | 395  | 362  | 439  |

| 1962 | 1968 | 1975 | 1982 | 1990 | 1999 | 2008 | 2013 | 2014 |
| ---- | ---- | ---- | ---- | ---- | ---- | ---- | ---- | ---- |
| 423  | 369  | 349  | 334  | 388  | 426  | 495  | 481  | 477  |

## Culture locale et patrimoine

### Lieux et monuments
- Château de Montigny-le-Gannelon : façade ouest de la fin du XVe siècle. Bâtiment restauré au XIXe siècle. Construction d'un manège à partir de 1893,  Inscrit MH (1927, 1993)[6].

Le château de Montigny-le-Gannelon
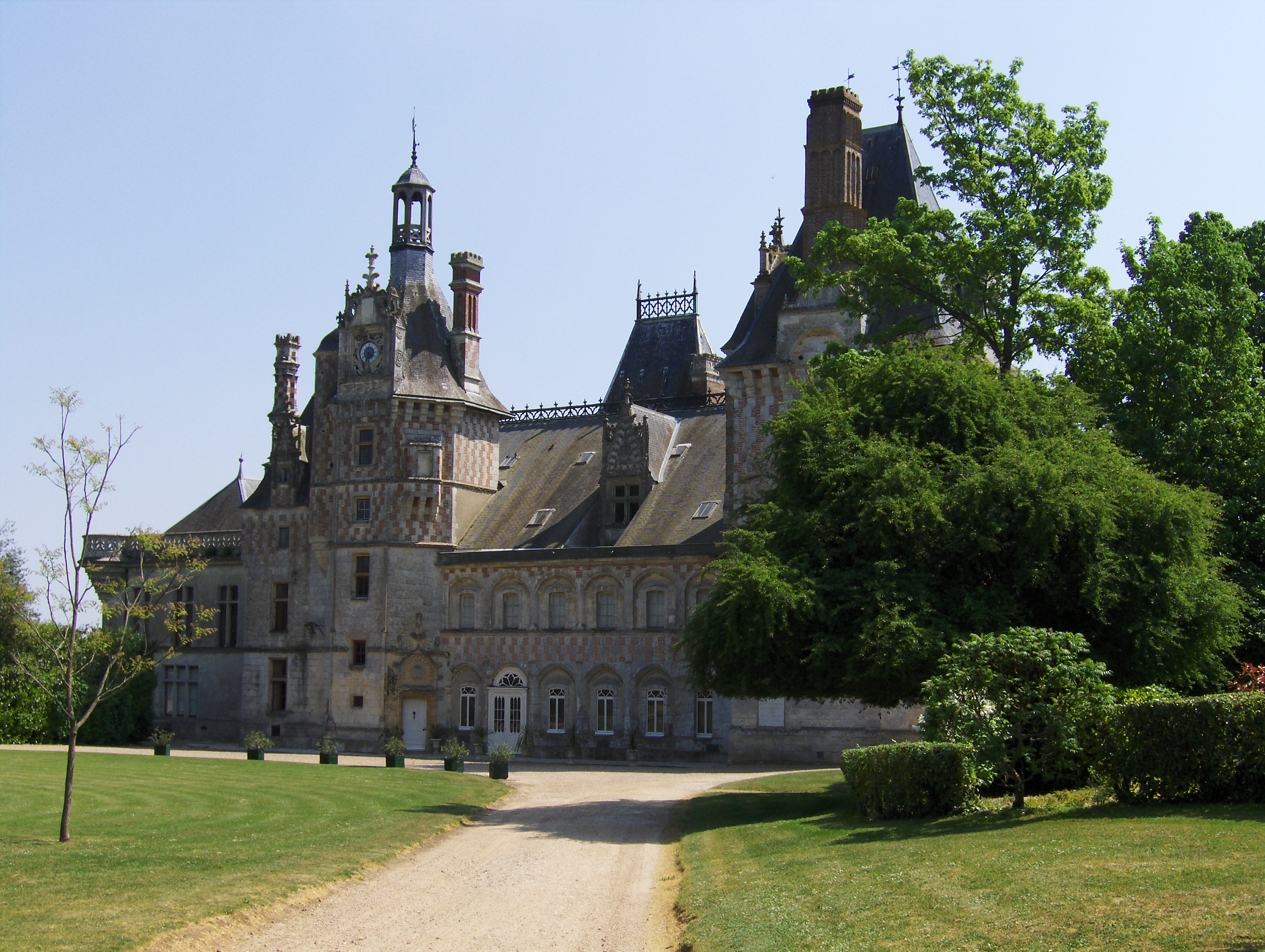
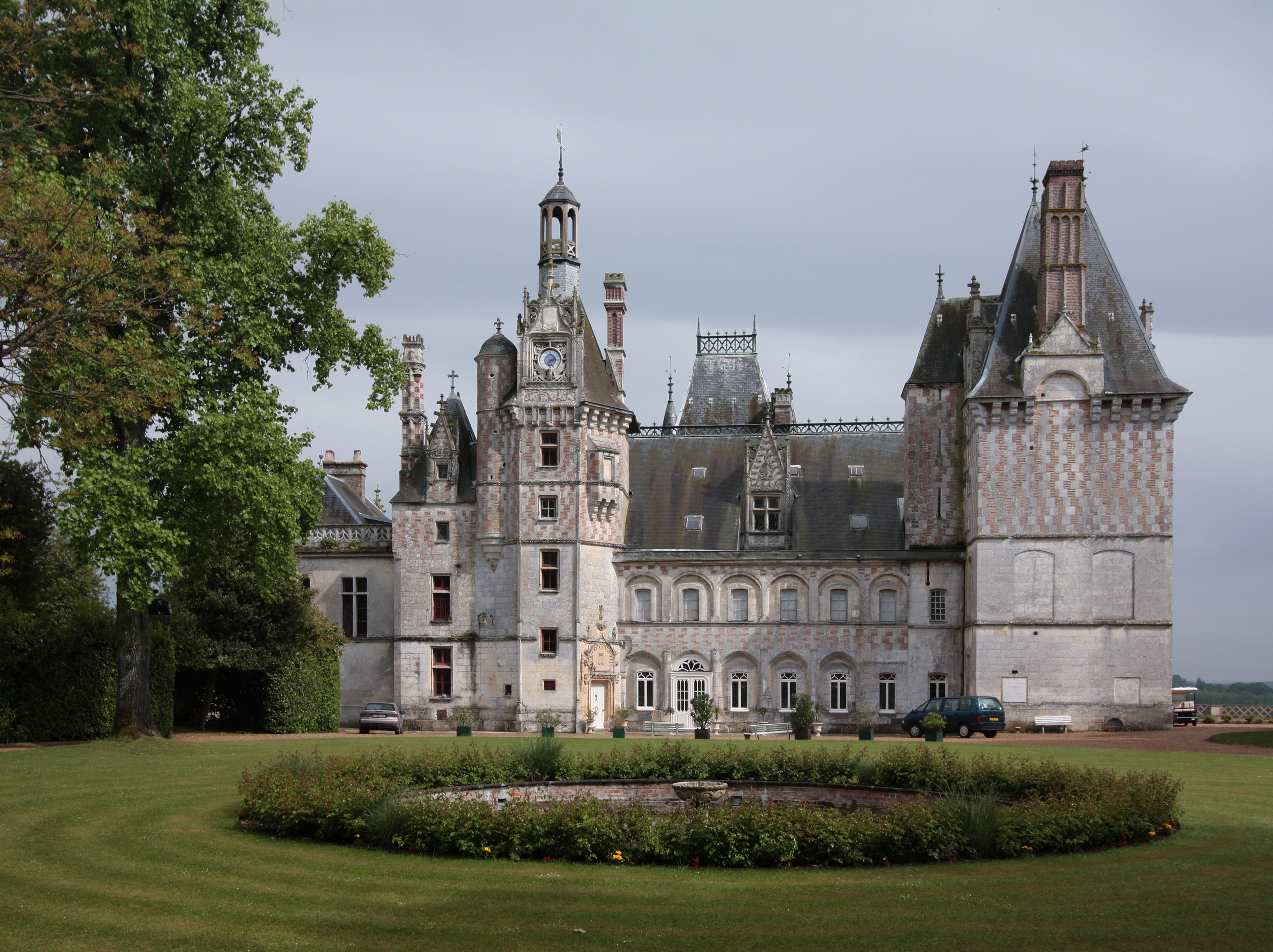
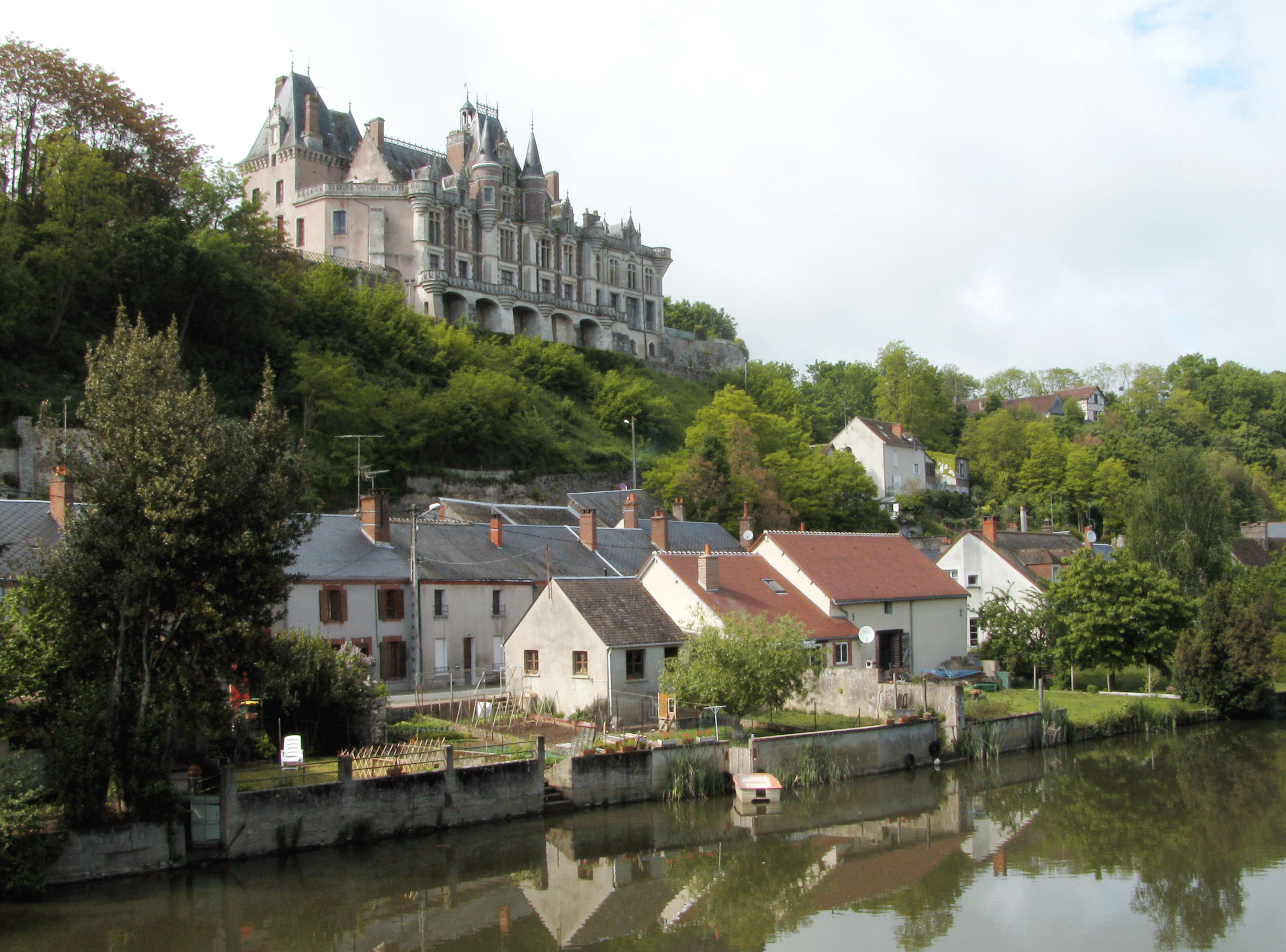

- Ancien poste : corps de garde du XIIe siècle,  Inscrit MH (1927)[7].
- Porte Roland : datant probablement du XIIe siècle ou du début du XIIIe siècle,  Inscrit MH (1928)[8].
- Église Saint-Sauveur-Saint-Gilles.

Lieux et monuments de Montigny-le-Gannelon
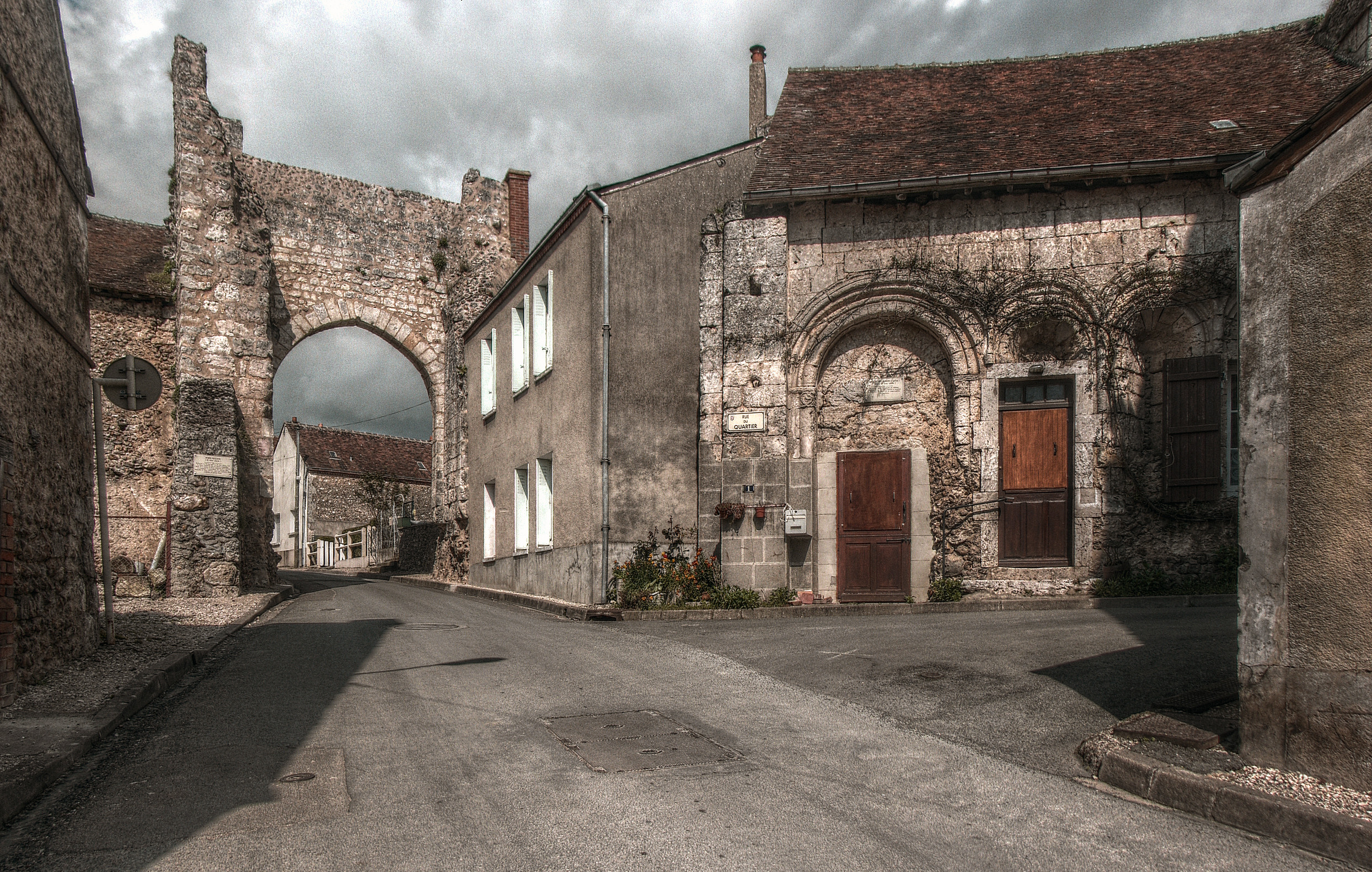
La porte Roland à gauche, le corps des gardes à droite.
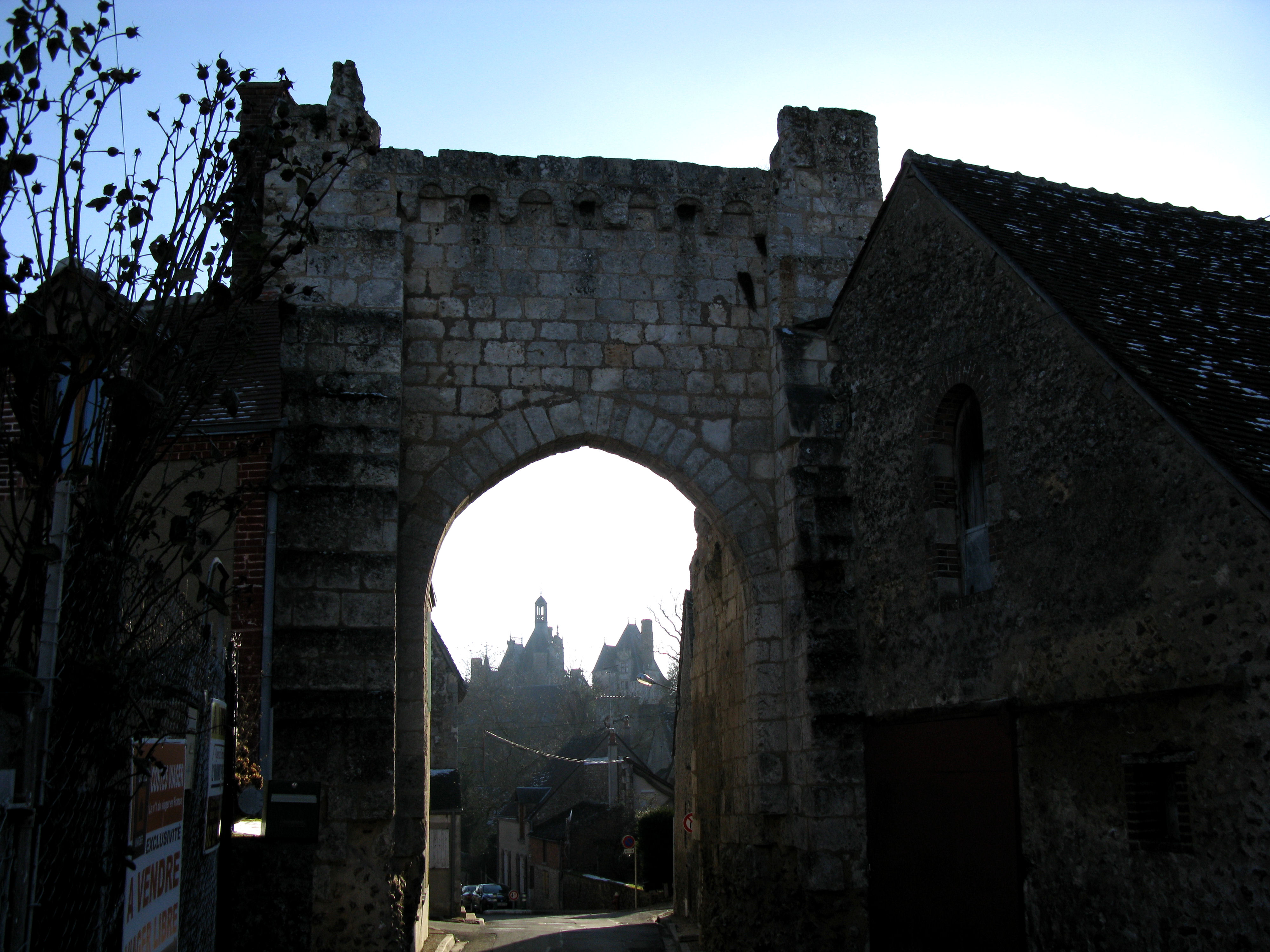
La porte Roland.
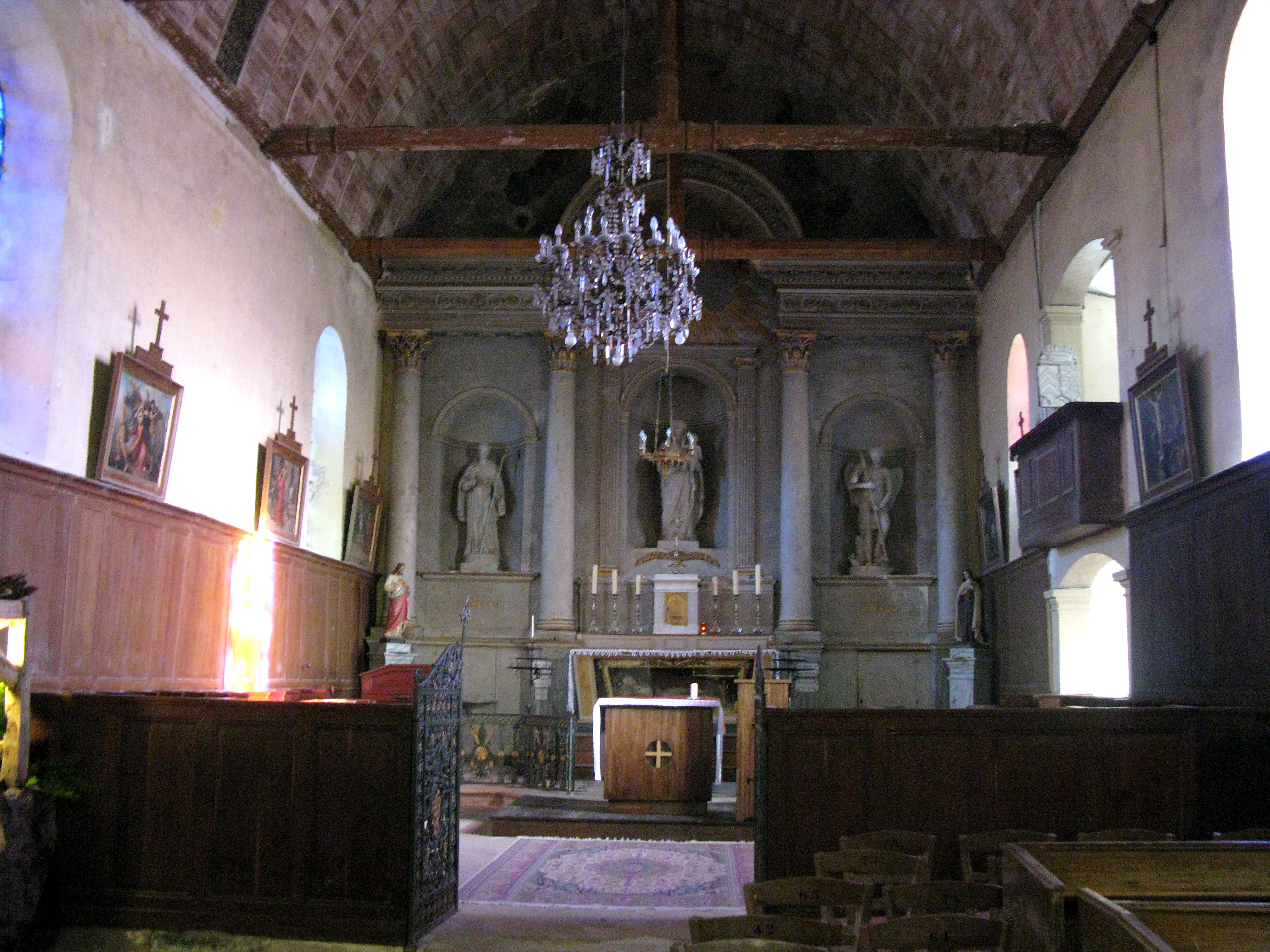
L'intérieur de l'église Saint-Sauveur-Saint-Gilles.

#### Promenades
- Circuit historique.
- Circuit nature.

### Personnalités liées à la commune
- Honoré Caille du Fourny (1630-1713), érudit, généalogiste. Il était seigneur du Fourny (aujourd'hui le Fournil), à l'ouest de la commune ;
- Pierre Louis François Silly (1747-1809), général de brigade de la Révolution française, né à Montigny-le-Gannelon ;
- Pierre Prévost (1764-1828), premier peintre de panoramas en France ;
- Léon Mathieu Cochereau (1793-1817), neveu de Pierre Prévost, également peintre, célèbre pour avoir représenté l'atelier de David.